# Kahlenbergerdorf
Das Kahlenbergerdorf war bis 1891 eine eigenständige Gemeinde und ist seit damals zum Teil, seit 1954 zur Gänze ein Stadtteil Wiens am Nordrand des 19. Wiener Gemeindebezirks, Döbling (sowie eine der 89 Wiener Katastralgemeinden). Hier befindet sich, in direkter Nachbarschaft zu Klosterneuburg, der nördlichste Teil des Stadtgebiets am rechten Donauufer.

## Geographie

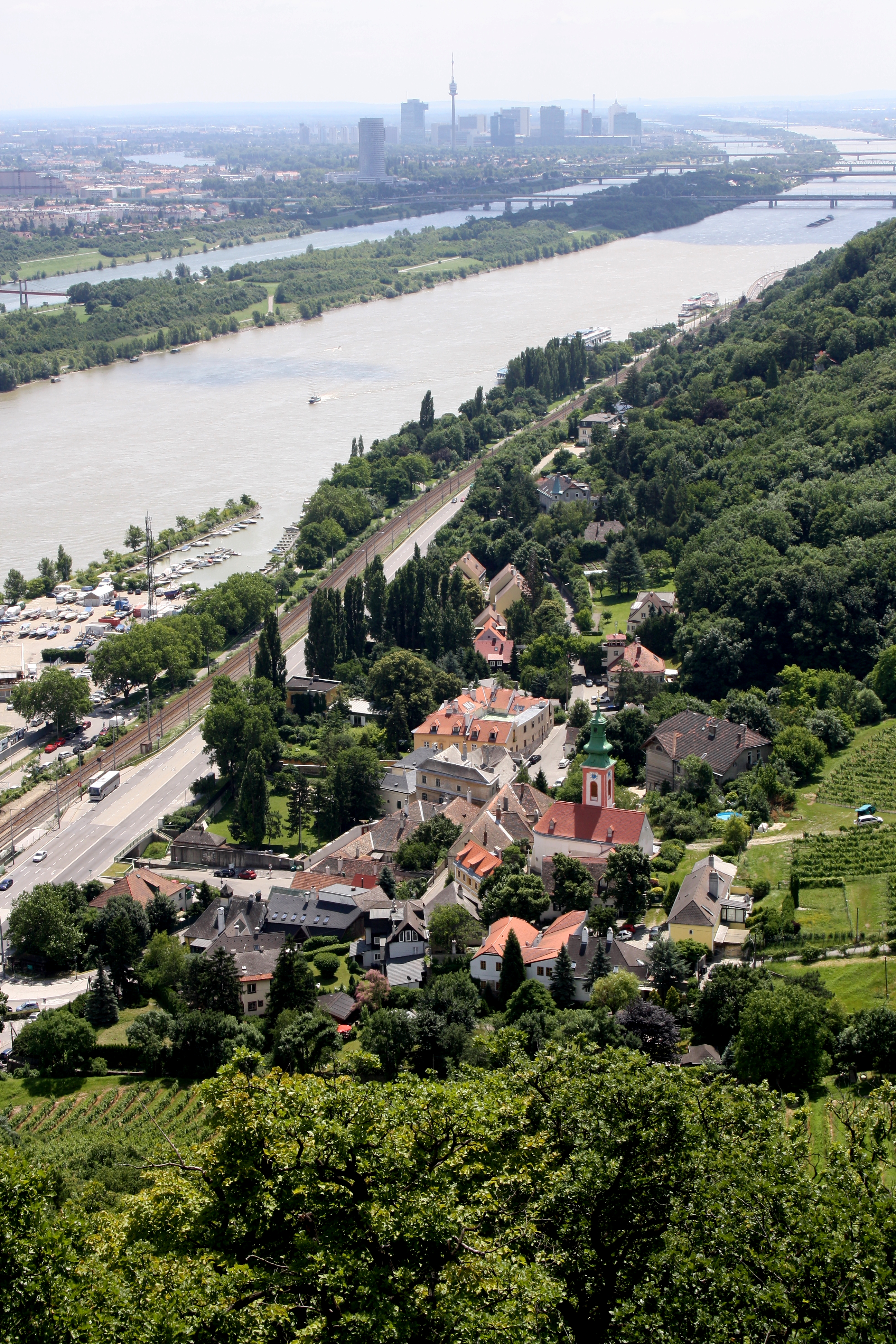
Blick vom Nasenweg (Ravelin) auf das Kahlenbergerdorf; im Hintergrund der Donauturm und die Donau City am linken Donauufer

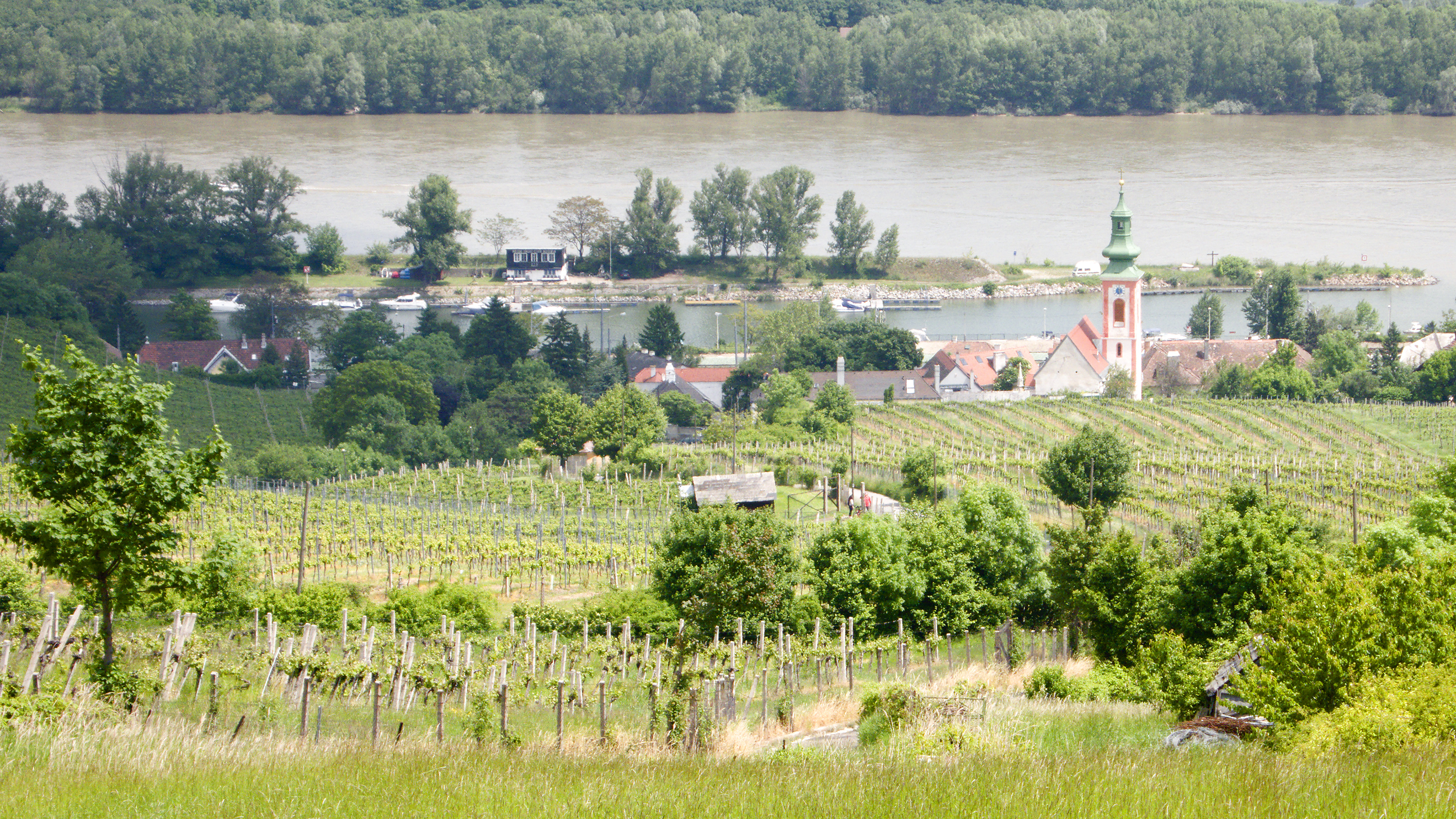
Der Ort von Südwesten

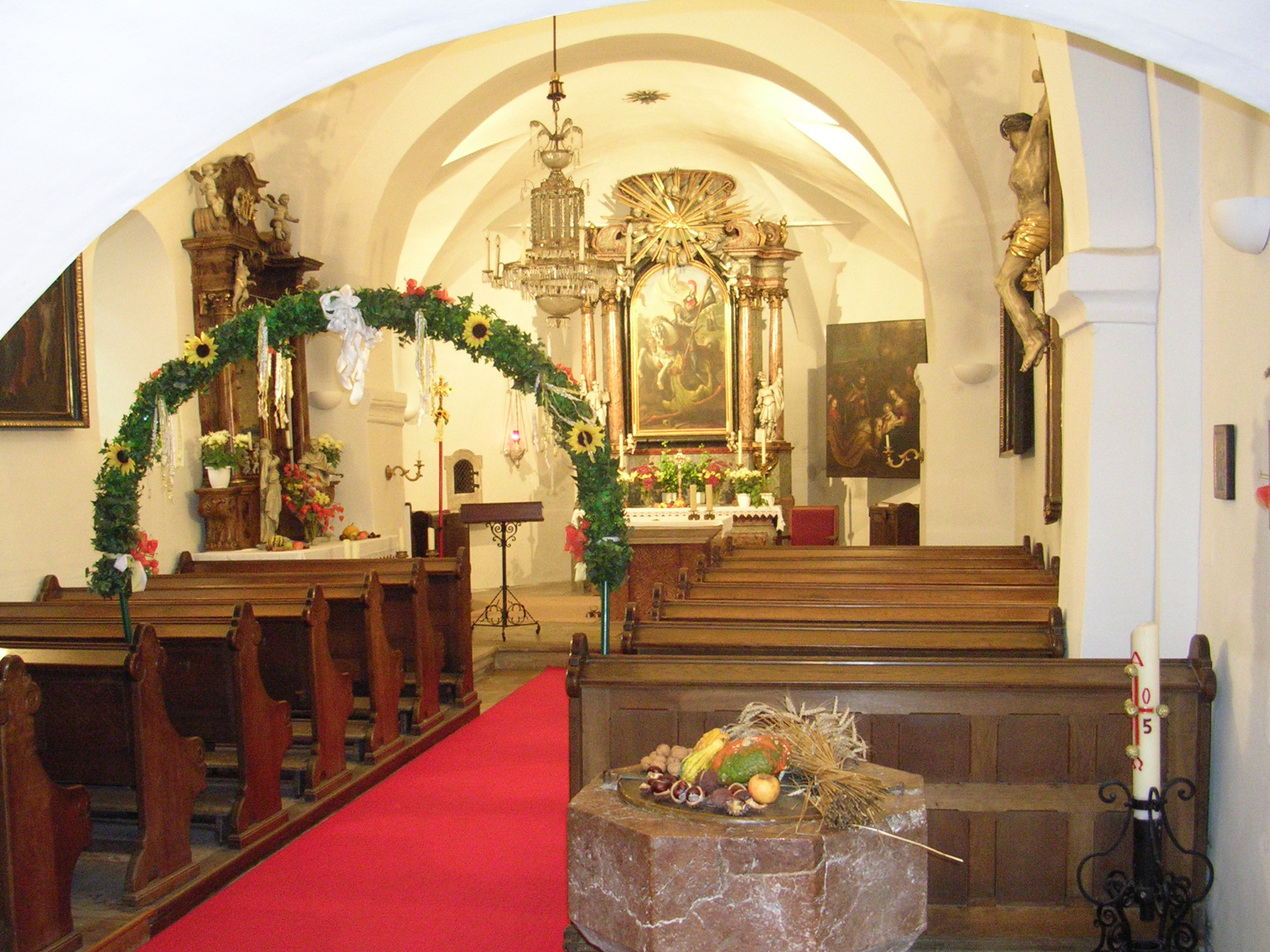
Innenansicht der Pfarrkirche Kahlenbergerdorf

Der Ort liegt am nördlichen Rand von Wien am rechten Ufer der Donau zwischen dem Burgstall, dem Nussberg und dem Leopoldsberg, der auf dem Gebiet der Katastralgemeinde liegt. Der Waldbach und der Schablerbach, beide von Westen kommend, fließen kurz vor ihrer Mündung in die Donau durch den Ort. Im Norden grenzt der Klosterneuburger Stadtteil Weidling an den Ort und im Osten, jenseits der Donau, der Floridsdorfer Bezirksteil Jedlesee. Im Süden des Kahlenbergerdorfs liegt der Döblinger Bezirksteil Nussdorf und im Westen Josefsdorf. In den Weinbergen oberhalb des Ortszentrums befindet sich der Pfarrfriedhof Kahlenbergerdorf.
Die Katastralgemeinde Kahlenbergerdorf erstreckt sich über eine Fläche von 226,01 ha. Ihr Gebiet gehört zum statistischen Zählbezirk Nussdorf-Kahlenbergerdorf.
Der Ortskern ist von der Stadt Wien als bauliche Schutzzone ausgewiesen.

## Geschichte

### Namensherkunft
Der Name des Ortes ist bereits seit Jahrhunderten Kahlenbergerdörfl. Erstmals urkundlich erwähnt wurde der Ort 1133/36 als de Chalwenperge (1277 Challenperge). Der Leopoldsberg hieß bis 1693 Kahlenberg und ist nicht mit dem benachbarten heutigen Kahlenberg zu verwechseln, an dem das Kahlenbergerdorf keinen Gebietsanteil hat.

### Das Dorf im Mittelalter
Im 12. Jahrhundert trat im Ort das Geschlecht der Chalenperger auf. Die Bewohner waren Bauern, die im Wesentlichen für den Eigenbedarf produzierten. Für den Verkauf wurde Wein, aber auch Obst angebaut. Ende des 12. Jahrhunderts war der Weinbau am damaligen Kahlenberg bereits im großen Stil betrieben worden. Der Babenberger-Markgraf, der in Klosterneuburg residiert hatte, bzw. ab 1156 der in Wien residierende Herzog von Österreich und das Stift Klosterneuburg unterhielten viele Weingärten. Das Stift besaß sogar eine eigene Weinpresse, die es jedoch auf Wunsch des Landesherrn diesem überließ. In der Folgezeit kamen auch zahlreiche andere Klöster und Kirchen in den Besitz von Weingärten im Kahlenbergerdorf, etwa Zwettl, Lilienfeld, Kremsmünster, St. Bernhard und St. Dorothea.
Von 1330 bis 1339 war Gundacker von Thernberg, genannt der „Pfaff vom Kahlenberg“, im Kahlenbergerdorf Pfarrer. Philipp Frankfurter schrieb die sich um den Pfarrer rankenden Anekdoten im 15. Jahrhundert nieder (Des pfaffen geschicht und histori vom Kalenberg).

### Das Dorf in der Neuzeit
Im Kahlenbergerdorf wurde wenige Jahrzehnte lang auch Bergbau betrieben; urkundlich belegt ist er von 1547 bis 1618. Anfangs war in den Quellen nur allgemein von Erz die Rede, später von Silber. Das Vorkommen auf dem heutigen Leopoldsberg war aber so bescheiden, dass es bald als erschöpft galt.
Die 1256 erstmals als eigenständige Pfarre erwähnte Kirche des Kahlenbergerdorfs wurde 1529 bei der ersten Wiener Türkenbelagerung zerstört und in der Folge wiedererrichtet. Bei der zweiten Türkenbelagerung, 1683, wurde der fertiggestellte Bauteil der Kirche auf dem heutigen Leopoldsberg von den gegnerischen Soldaten zerstört. 1693 erhielt der bis dahin Kahlenberg oder Kalenberg genannte Berg den Namen Leopoldsberg, der benachbarte Sauberg wurde zum neuen Kahlenberg.
Nach Auflassung einer Einsiedelei der Kamaldulenser auf dem Kahlenberg wurde das Gebiet als Baustelle vergeben, auf der eine kleine Ansiedlung entstand, die 1784 zu Ehren Kaiser Josephs II. den Namen Josefsdorf erhielt.
Auf Grund der Lage am Rande des engen Tals zwischen Donau und Leopoldsberg konnte das Kahlenbergerdorf sein ursprüngliches Ortsbild erhalten. Es wuchs auch weniger stark als andere Dörfer in der Umgebung. Möglicherweise führten Überschwemmungen durch Donauhochwasser dazu, dass der Ort im 18. Jahrhundert schrumpfte. 1795 hatte der Ort 24 Häuser, 1831 nur um fünf mehr mit 234 Einwohnern. 1848/49 wurde die feudale Grundherrschaft aufgelöst; das Dorf war nun bis 1892 selbstständige, autonome Gemeinde im Erzherzogtum Österreich unter der Enns. Bis 1890 wuchs der Ort auf 52 Häuser mit 486 Menschen an.
1870 wurde die hier am rechten Donauufer entlang führende Franz-Josefs-Bahn eröffnet. Beim Streckenkilometer 5,853 hatte sie die Haltestelle Kahlenbergerdorf, die von 1898 bis 1918 in das Netz der Wiener Dampfstadtbahn integriert war und 2004 aufgelassen wurde.
1892 wurde das Kahlenbergerdorf bis zur Nase des Leopoldsbergs mit den benachbarten Wiener Vororten Sievering, Grinzing, Oberdöbling, Unterdöbling, Nussdorf und Heiligenstadt zu Wien eingemeindet. Die genannten Orte bildeten nun den 19. Wiener Gemeindebezirk, Döbling. Der Rest des Kahlenbergerdorfes kam damals zu Klosterneuburg.
Wegen seiner Lage am Donauufer litt der Ort oft unter Hochwasser, das zu starken Überschwemmungen führte. Die Anlage des Kuchelauer Hafens, 1901–1903, eines Vor- und Wartehafens zur Einfahrt in den Donaukanal, brachte jedoch wirksamen Hochwasserschutz. Seit 1930 besitzt das Kahlenbergerdorf mit der Gruppenwache Kahlenbergerdorf einen Standort der Berufsfeuerwehr Wien.

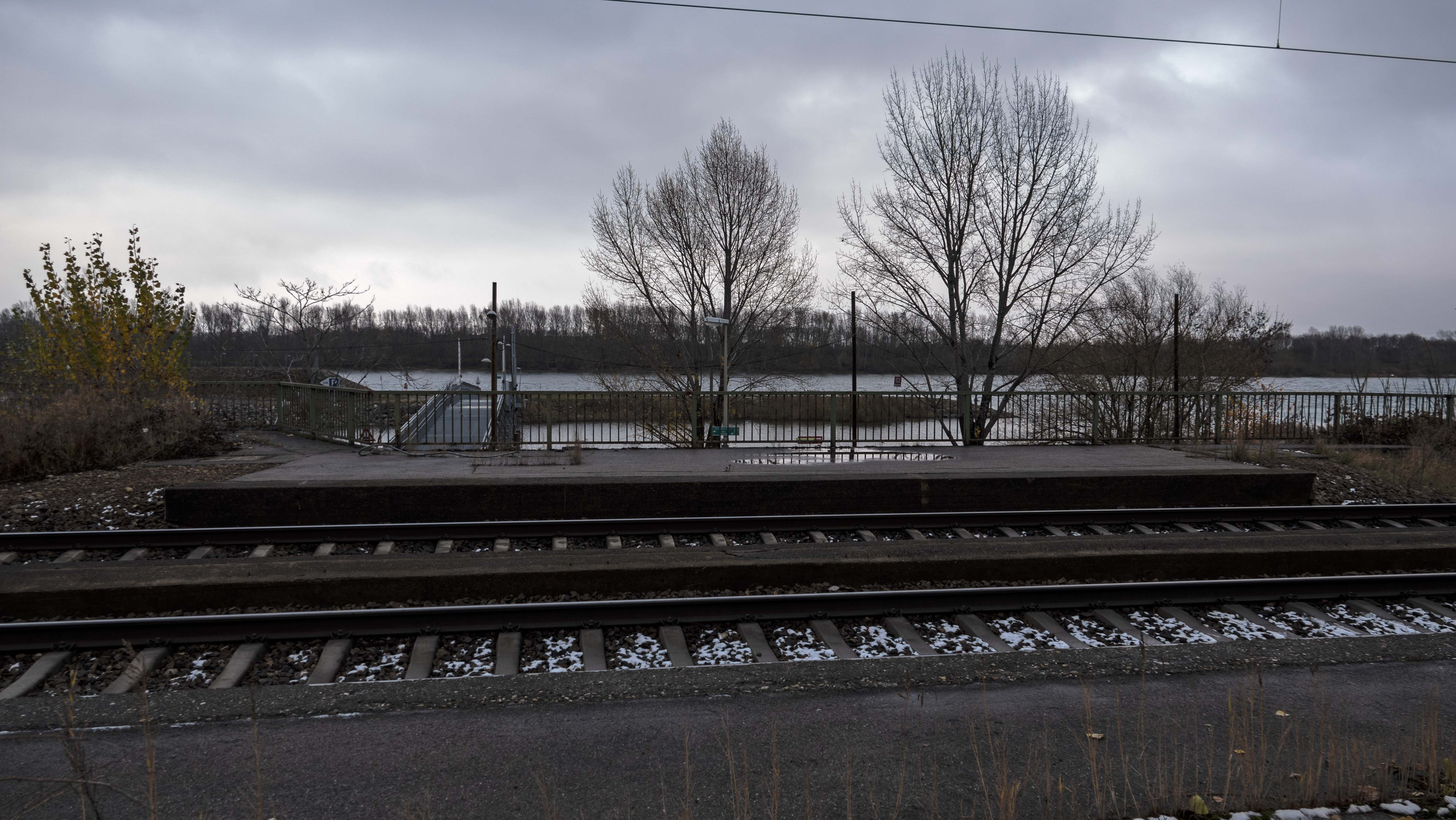
Die ehemalige Station "Kahlenbergerdorf" ohne Gebäude für die Schnellbahn.

1938–1954 zählte der nördliche Nachbarort Klosterneuburg zum vom NS-Regime eingerichteten Groß-Wien, so dass das Kahlenbergerdorf in diesen Jahren nicht an der Stadtgrenze lag. Im Zuge der Auflösung NS-Groß-Wiens (die sich wegen des Einspruchs der sowjetischen Besatzungsmacht von 1946 bis 1954 verzögert hatte) wurde die Grenze zwischen Wien und Klosterneuburg nicht mehr in ihrer Lage vor 1938 gezogen, sondern von der Nase zur Donauwarte verschoben; seither gehört auch der nordöstliche Steilabfall des Leopoldsberges zur Donau zu Wien und damit zum Kahlenbergerdorf. 1945–1955 zählte der 19. Bezirk zum amerikanischen Sektor Wiens.
Seit 1985 wurde der S-Bahn-Verkehr auf der Franz-Josefs-Bahn, erstmals kurzzeitig 1965 aufgenommen, verdichtet. Im S-Bahn-Betrieb hat die Linie heute die Nummer S40. Der Individualverkehr hat auf der Heiligenstädter Straße als Verbindung von Wien nach Klosterneuburg und anderen Orten am rechten Donauufer oberhalb von Wien seit den 1960er Jahren enorm zugenommen; die Straße wurde vierspurig ausgebaut. Seit der Schließung der S-Bahn-Station im Jahr 2004 wird das Kahlenbergerdorf nur noch von Regionalbuslinien zwischen dem Bahnhof Heiligenstadt und Klosterneuburg angefahren, die aus Richtung Stadtzentrum bis zum Kahlenbergerdorf zum Tarif der Wiener Linien benützt werden können. Der Ort ist Tarifgrenze der „Kernzone“ 100 des Verkehrsverbunds Ost-Region.

## Wirtschaft
Um 1800 war die Gemeindefläche knapp zur Hälfte mit Wald und zu einem Viertel mit Rebflächen bedeckt. Obstgärten und Äcker machten zusammen nicht einmal zehn Prozent aus. War der Weinbau auch dominierend, so wurde im 19. Jahrhundert eine Brauerei geplant. Nach der Bewilligung, 1839, wurde jedoch statt Bier Spiritus und danach Essig erzeugt. Die Produktion lief bis etwa 1860. Daneben bestand im Kahlenbergerdorf ab 1834 bis etwa 1870 eine Zuckerfabrik.
Mit der Anlage des Kuchelauer Hafens um 1900 sollte das Kahlenbergerdorf auch von der Schifffahrt profitieren. Der Hafen konnte jedoch nie den Stellenwert des Nussdorfer Hafens erlangen. Als Vor- und Wartehafen für den Hafen Freudenau geplant, war er für viele, aber kleine Schiffe gedacht, jedoch konnte er bis zum Zweiten Weltkrieg nur Bedeutung für den Holzhandel erreichen. Nach 1945 wurde er zu einem Freizeithafen für Rudervereine und Motorboote.